# Marloes Oldenburg
Marloes Oldenburg (Haia, 9 de março de 1988) é uma remadora neerlandesa, campeã olímpica.

## Carreira
Ainda jovem, Oldenburg mudou-se com os pais para Leeuwarden, onde obteve algum sucesso como nadadora competitiva como membro do clube de natação Orca. Ela conseguiu ganhar a medalha de bronze nos 400m medley individual na Swim Cup Eindhoven 2008. Quando Oldenburg foi estudar em Groningen, ela começou a remar no AGSR Gyas. No Campeonato Europeu de 2017 em Račice, na República Tcheca, Oldenburg conquistou a medalha de prata no skiff duplo junto com Lisa Scheenaard. Ela também conquistou o bronze no oito com do Campeonato Europeu de 2022 em Munique.
Nos Jogos Olímpicos de Verão de 2024, em Paris, conquistou a medalha de ouro na competição de quatro sem feminino, ao lado de Hermijntje Drenth, Tinka Offereins e Benthe Boonstra com o tempo de 6:27.13.